# Autolube
Autolube is een automatisch smeersysteem van de Yamaha tweetaktmotoren. Ook Velocette gebruikte een smeersysteem met deze naam.
Bij Yamaha betrof het een tweetakt-smeersysteem met aparte oliepomp, onder andere van de Yamaha YDS 3 (1965). Dergelijke systemen waren nodig voor de Amerikaanse markt omdat langs de grote highways geen mengsmering verkrijgbaar was. Dit geldt ook voor Kawasaki's superlube en injectolube (met een aparte oliepomp o.a. op de driecilinder tweetaktmotoren).
Autolube gaf bovendien een zeer gunstig olieverbruik (mengverhouding 1:65 tot 1:70), omdat de olie werd ingespoten afhankelijk van de gasstand (naar behoefte dus). Het systeem werkte afhankelijk van het toerental van de motor en de stand van het gashendel. Bridgestone gebruikte in haar motorfietsen (vanaf de 177 cc Dual Twin uit 1966) een soortgelijk systeem met de naam Jet Lube.
Velocette gebruikte al in de jaren dertig een smeersysteem voor de 250 cc GTP dat autolube heette. Ook dit was een tweetaktmotor, waarbij het smeersysteem eveneens een aparte olietank met oliepomp had. De olie-inspuiting geschiedde aan de hand van de stand van het gashendel. Het Yamaha-systeem was dus tot op zekere hoogte een kopie.